# Megacyllene guarani
Megacyllene guarani is een keversoort uit de familie van de boktorren (Cerambycidae). De wetenschappelijke naam van de soort werd voor het eerst geldig gepubliceerd in 2011 door Carelli-Aragão & Monné.